# Balginstrument
Een balginstrument is een muziekinstrument waarbij een met lucht gevulde blaasbalg de drijvende kracht vormt. De balginstrumenten vormen een (niet musicologisch verantwoorde) groep instrumenten waartoe bijvoorbeeld accordeon, harmonium, trekzak, concertina, bandoneon, pijporgel en doedelzak gerekend worden.